# Renanthera matutina
Renanthera matutina là một loài lan có mặt từ miền tây Malesia to Philippines.

## Hình ảnh

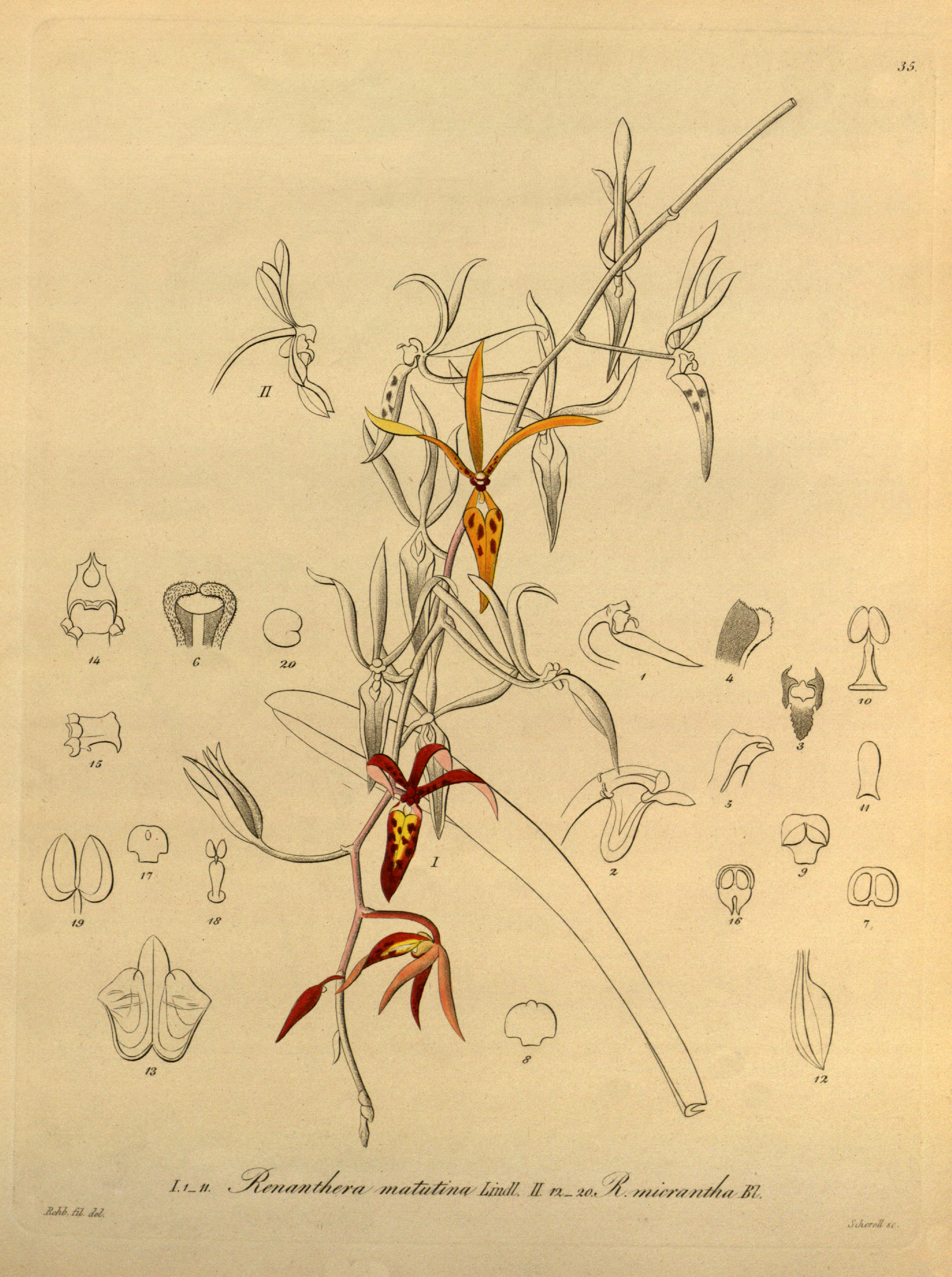